# Monaco E-Prix
Der Monaco E-Prix ist ein Automobilrennen der FIA-Formel-E-Weltmeisterschaft in Monte Carlo, Monaco. Es wurde erstmals 2015 ausgetragen. Der Monaco ePrix 2015 war das siebte Formel-E-Rennen.
Da das Rennen bis 2021 im Wechsel mit dem traditionellen Grand Prix de Monaco Historique stattfand, wurde es als einziger E-Prix fest im Zwei-Jahres-Rhythmus ausgetragen.

## Geschichte
Der Monaco E-Prix wurde bei seinen ersten drei Austragungen auf einer verkürzten Version des Circuit de Monaco ausgetragen. Sébastien Buemi gewann das erste Rennen vor Lucas di Grassi und Nelson Piquet jr.
Das zweite Rennen 2017 gewann Buemi erneut vor di Grassi und Nick Heidfeld. 2019 gewann Jean-Éric Vergne vor Oliver Rowland und Felipe Massa.
Das Rennen im Jahr 2021 fand auf einer längeren Variante des Circuit de Monaco statt, der sich nur in der Gestaltung der Hafenschikane vom Kurs in der Formel-1-Weltmeisterschaft unterschied. Die Rennserie kündigte zudem an, den Monaco E-Prix nun jährlich auszutragen. Das erste Rennen auf der neuen Streckenvariante gewann António Félix da Costa vor Robin Frijns und Mitch Evans.
2022 befuhr die Rennserie auch die Hafenschikane in der Konfiguration der Formel-1-Weltmeisterschaft. Stoffel Vandoorne gewann das Rennen vor Evans und Vergne.

## Ergebnisse
| Auflage | Jahr    | Strecke           | Sieger                                         | Zweiter                                         | Dritter                                       | Pole-Position                                      | Schnellste Runde                                     |
| ------- | ------- | ----------------- | ---------------------------------------------- | ----------------------------------------------- | --------------------------------------------- | -------------------------------------------------- | ---------------------------------------------------- |
| 1       | 2014/15 | Circuit de Monaco | Sébastien Buemi (Team e.dams Renault)          | Lucas di Grassi (Audi Sport ABT Formula E Team) | Nelson Piquet jr. (NEXTEV TCR Formula E Team) | Sébastien Buemi (Team e.dams Renault)              | Jean-Éric Vergne (Andretti Autosport Formula E Team) |
| 2       | 2016/17 | Circuit de Monaco | Sébastien Buemi (Renault e.dams)               | Lucas di Grassi (ABT Schaeffler Audi Sport)     | Nick Heidfeld (Mahindra Racing)               | Sébastien Buemi (Renault e.dams)                   | Sam Bird (DS Virgin Racing Formula E Team)           |
| 3       | 2018/19 | Circuit de Monaco | Jean-Éric Vergne (DS Techeetah)                | Oliver Rowland (Nissan e.dams)                  | Felipe Massa (Venturi Formula E Team)         | Oliver Rowland (Nissan e.dams)                     | Pascal Wehrlein (Mahindra Racing)                    |
| 4       | 2020/21 | Circuit de Monaco | António Félix da Costa (DS Techeetah)          | Robin Frijns (Envision Virgin Racing)           | Mitch Evans (Jaguar Racing)                   | António Félix da Costa (DS Techeetah)              | Stoffel Vandoorne (Mercedes-EQ Formula E Team)       |
| 5       | 2021/22 | Circuit de Monaco | Stoffel Vandoorne (Mercedes-EQ Formula E Team) | Mitch Evans (Jaguar TCS Racing)                 | Jean-Éric Vergne (DS Techeetah)               | Mitch Evans (Jaguar TCS Racing)                    | Robin Frijns (Envision Racing)                       |
| 6       | 2022/23 | Circuit de Monaco | Nick Cassidy (Envision Racing)                 | Mitch Evans (Jaguar TCS Racing)                 | Jake Dennis (Avalanche Andretti Formula E)    | Jake Hughes (Neom McLaren Formula E Team)          | Jake Dennis (Avalanche Andretti Formula E)           |
| 7       | 2023/24 | Circuit de Monaco | Mitch Evans (Jaguar TCS Racing)                | Nick Cassidy (Jaguar TCS Racing)                | Stoffel Vandoorne (DS Penske)                 | Pascal Wehrlein (TAG Heuer Porsche Formula E Team) | Jehan Daruvala (Maserati MSG Racing)                 |
| 8.1     | 2024/25 | Circuit de Monaco | Oliver Rowland (Nissan Formula E Team)         | Nyck de Vries (Mahindra Racing)                 | Jake Dennis (Andretti Formula E)              | Taylor Barnard (Neom McLaren Formula E Team)       | Nick Cassidy (Jaguar TCS Racing)                     |
| 8.2     | 2024/25 | Circuit de Monaco | Sébastien Buemi (Envision Racing)              | Oliver Rowland (Nissan Formula E Team)          | Nick Cassidy (Jaguar TCS Racing)              | Oliver Rowland (Nissan Formula E Team)             | Daniel Ticktum (Cupra Kiro)                          |